# Erté
Erté, właśc. Romain de Tirtoff (ur. 11 listopada?/23 listopada 1892 w Sankt Petersburgu, zm. 21 kwietnia 1990 w Paryżu) – rosyjski malarz, grafik, projektant mody i ilustrator. Pseudonim powstał z francuskiej wymowy inicjałów artysty.

## Życiorys
Pochodził z rodziny szlacheckiej de Tirtoff. Jego ojciec Piotr Tirtoff był generałem lejtnantem floty rosyjskiej.
Sławę zyskał jako przedstawiciel stylu art déco. Tworzył dekoracje i kostiumy do opery, teatru i baletu. W latach 1916–1926 projektował okładki czasopisma „Harper’s Bazaar”, poświęconego modzie. W 1925 wyjechał do Hollywood. Pracował tam jako scenograf przy produkcji filmów.